# Шерак, Том
Томас «Том» Митчел Шерак (англ. Thomas «Tom» Mitchell Sherak; 22 июня 1945, Нью-Йорк, США — 28 января 2014, Калабасас, Калифорния, США) — американский кинопродюсер, профессор факультета театра, кино и телевидения Калифорнийского университета, Лос-Анджелес (UCLA School of Theater, Film and Television), экс-президент Американской киноакадемии.

## Биография
Томас Митчел Шерак родился в 1945 году в Бруклине, Нью-Йорк, США. В 1983 году переехал в Лос-Анджелес. Получив разнообразные знания в области маркетинга, производства и проката кинофильмов, стал преподавать на факультете театра, кино и телевидения Калифорнийского университета, посвятив этому почти 30 лет. Одновременно возглавлял департамент по производству семейного кино студии 20th Century Fox. В 2000 году покинул Fox и стал акционером Revolution Studios, где курировал выпуск более 40 фильмов, среди которых наиболее известны «Чёрный ястреб», «Управление гневом», «Через Вселенную».
Трижды переизбирался президентом Академии кинематографических искусств и наук США: в 2009, 2010, 2011 годах. На этом посту провёл переговоры и подписал новые контракты до 2020 года, регулирующие взаимоотношения Академии с такими партнёрами, как ABC, Walt Disney Pictures и другими. Отправил в бессрочную отставку главного продюсера церемонии вручения Оскара Бретта Ратнера, допустившего несколько скандальных высказываний. В 2013 году мэром Лос-Анджелеса Эриком Гарцетти назначен на пост директора Департамента индустрии развлечений города с символическим годовым окладом в 1 доллар США. В его обязанности входили переговоры с законодательными органами власти о налоговых льготах для киностудий, которые позволили бы вновь создать в городе рабочие места. Их сокращение в пользу других городов и штатов активно провоцировалось в последние годы дороговизной кинопроизводства в Калифорнии. Этот пост позволил прессе назвать Тома Шерака «царём нового кино Лос-Анджелеса» (англ. LA's New Film Czar).
Широко известен своей благотворительной деятельностью. Фонд под его руководством собрал за время своей деятельности более 50 миллионов долларов в виде пожертвований на медицинские исследования в области борьбы с рассеянным склерозом.
В 2002 году у него было диагностирован рак простаты. После продолжительной борьбы с болезнью скончался от этого заболевания 28 января 2014 года. За день до смерти Тома Шерака на Голливудской «Аллее славы» в его честь была заложена звезда, ранее эта церемония планировалась на апрель 2014 года.